# لورآبی
لورآبی، روستایی از توابع بخش شاهو شهرستان روانسر در استان کرمانشاه ایران است.

## جمعیت
این روستا در دهستان قوری‌قلعه قرار دارد و براساس سرشماری مرکز آمار ایران در سال ۱۳۸۵، جمعیت آن ۴۵ نفر (۶خانوار) بوده‌است.